# Synagoge (Unterlimpurg)

Haus Moses Mayer Seligmann, Unterlimpurger Straße 65 in Schwäbisch Hall (1718 bis 1782 Synagoge), Gemälde 1738 bis 1739 von Eliezer Sussmann, Gebet zum Ausheben der Torarolle „Barich Schme“ (rabbinisch aramäisch: Gesegnet sei er).

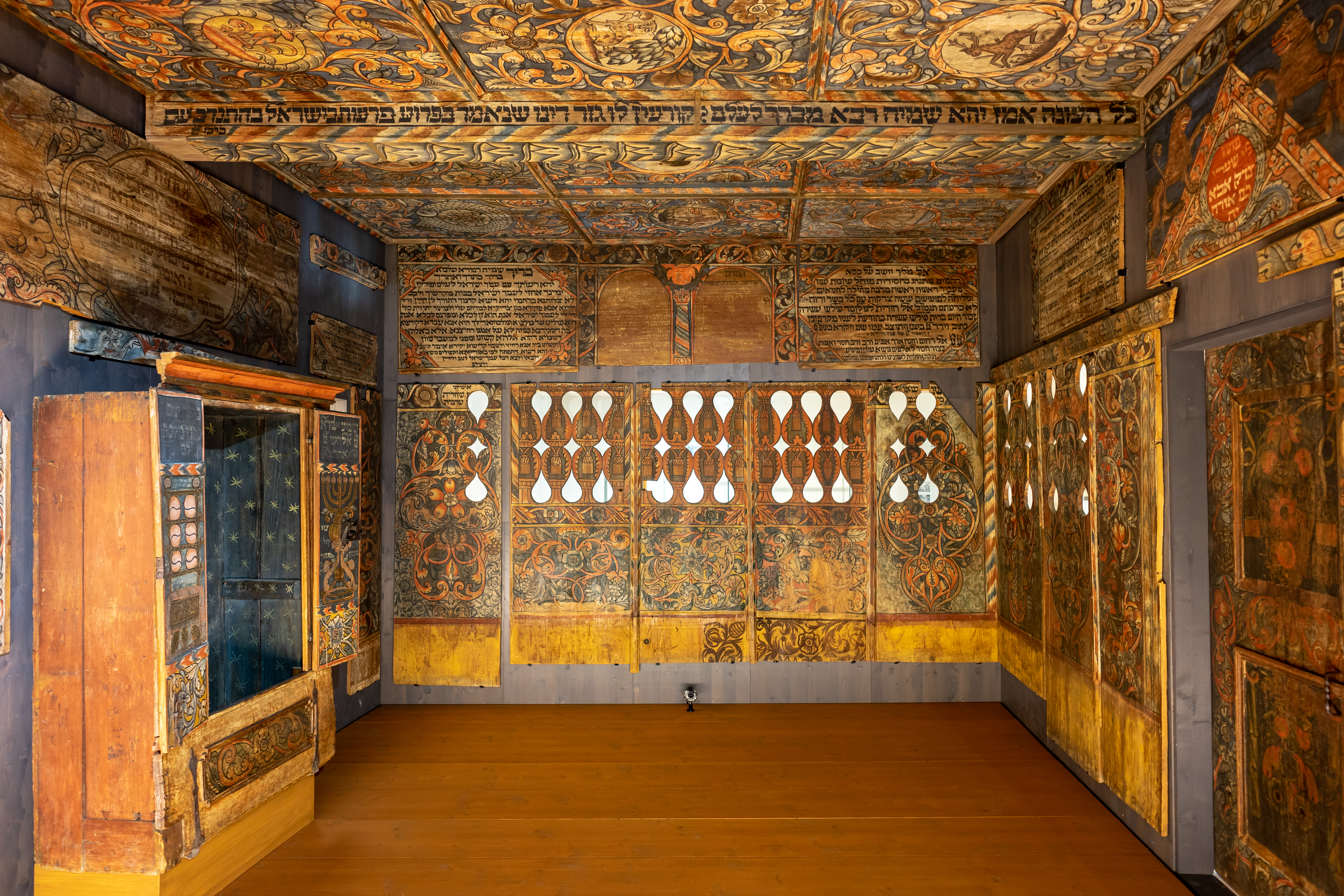
Vertäfelung und Toraschrein der Unterlimpurger Synagoge im Hällisch-Fränkischen Museum

Einhorn

Löwe

Toraschrein

Die Synagoge Unterlimpurg war eine Synagoge in Unterlimpurg bei Schwäbisch Hall, die im 18. Jahrhundert in einem Privathaus eingerichtet wurde. Der Betsaal besaß eine kunsthistorisch wertvolle Vertäfelung. Sie ist heute im Hällisch-Fränkischen Museum ausgestellt.

## Geschichte
In Unterlimpurg werden 1541 erstmals Juden genannt. Anfang des 20. Jahrhunderts gehörte die jüdische Gemeinde in Unterlimpurg zur Synagogengemeinde Steinbach.
Die Gottesdienste in Limpurg fanden im Haus des Moses Mayer statt, der 1738/39 diesen Betsaal im oberen Stockwerk seines Hauses in der Unterlimpurger Straße 65 durch den Maler Eliezer Sussmann ausschmücken ließ. Nach Erbauung der Synagoge in Steinbach im Jahr 1809 wurde dieser Betsaal aufgegeben.

## Vertäfelung
Der jüdische Lehrer Nathan Hähnlein wies 1904 in einem Vortrag vor dem Historischen Verein für Württembergisch Franken auf die Bemalung der Unterlimpurger Synagoge hin. Im Jahr 1907 kaufte der Historische Verein unter seinem Vorsitzenden Dr. Georg Fehleisen (1855–1934) mit Unterstützung der jüdischen Gemeinde die Wand- und Deckenvertäfelungen für den Betrag von 525 Mark, für den Verein ein vergleichsweise hoher Betrag, der nur ratenweise abbezahlt werden konnte.
Ab 1908 zeigte der Verein die Synagogenvertäfelung in seinem Vereinsmuseum im sogenannten Gräterhaus (heute Gelbinger Gasse 47). Ab 1924 fand der sukzessive Umzug des Museums in die mittelalterliche Keckenburg statt. Bei der Eröffnung des Keckenburgmuseums im Jahr 1936 präsentierten die Verantwortlichen des Vereins die Vertäfelung jedoch nicht. Sie beließen die bemalten Bretter stattdessen in einem Kellerraum des Keckenburgtraktes, wo sie die NS-Zeit unbeschadet überdauerten.
Von der Holzvertäfelung sind drei Wände des Betraums sowie die Decke im Museum rekonstruiert. Die farbigen Bemalungen enthalten religiöse Sprüche und Arabesken (Blumen, Ranken, Vögel, Säugetiere), Städtebilder, darunter eine Abbildung von Jerusalem. Der bemalte Toraschrein ist ebenfalls erhalten.
Nach Eugen Gradmann bildeten zwei Stuben im Dachgeschoss mit ausgemalten Bretterwänden die Synagoge. Dort befand sich auch eine Inschrift in hebräischen Buchstaben: „Die beide gnädige Herrin Stettmeinster sampt Hochedel maschügstrat 5499“ (1739). Die Malereien seien orientalischen Teppichmustern nachgemalt. Laut Gradmann war auch ein Elefant mit Turm, Eule, Adler im „naiven Farbengeschmack der Wismutmalerei“ dargestellt.